# موصلية فائقة
الموصلية الفائقة في الفيزياء هي ظاهرة تحدث في بعض المواد عند تبريدها إلى درجات حرارة منخفضة جدا تقترب من الصفر المطلق (صفر كلفن)، حيث تسمح الموصلات الفائقة بمرور الكهرباء خلالها دون أي مقاومة كهربية تقريباً.
عادة تنخفض المقاومة الكهربية للموصلات المعدنية تدريجيا مع انخفاض درجة الحرارة، وفي حالة الموصلات العادية كالنحاس أو الفضة فإن الشوائب الموجودة في المادة تمنع الوصول إلى حد أدنى من المقاومة في درجات الحرارة المنخفضة. ولذلك فعند الاقتراب إلى درجة حرارة تقارب درجة الصفر المطلق فإن عينة من النحاس مثلا لا يمكن أن توصل لدرجة ممانعة (مقاومة) تساوي الصفر. أما في حالة الموصلات الفائقة فإن الممانعة تنخفض على نحو مفاجئ إلى الصفر عندما يتم تبريد المادة إلى درجة حرارة أقل من الدرجة الحرجة لهذه المادة، غالبا 20 كلفن أو أقل.
ففي حالة التوصيل المطلق يمكن لتيار كهربائي يمر في حلقة من مادة فائقة التوصيل أن يستمر في السريان إلى وقت غير محدود وبدون وجود مصدر للطاقة بعد إعطاء الدفعة الأولى. وظاهرة التوصيل الفائق ظاهرة تفسرها ميكانيكا الكم، ولا يمكن فهمها على أساس أنها تجسيد لظاهرة الموصل المثالي ضمن إطار الميكانيكا الكلاسيكية.
وتحدث حالة التوصيل الفائق في تشكيلة واسعة من المواد مثل: المعادن الخفيفة كالقصدير والألمنيوم، والسيراميك والسبائك الثقيلة، وبعض أشباه الموصلات، ولكن لا يمكن صنع موصلات فائقة من المعادن النبيلة كالذهب والفضة، ولا من المعادن ذات مغناطيسية حديدية.

## التطبيقات
تعد المغنطيسات فائقة التوصيل من أقوى المغنطيسات الكهربية المعروفة، وهي تستخدم في أجهزة التصوير بالرنين المغناطيسي الطبية، وفي القياس بواسطة مطياف الكتلة ، ومغناطيسات توجيه حزم الجسيمات المشحونة معجلات الجسيمات مثل معجل LHC التي تديره المنظمة الأوروبية للبحث النووي سيرن. كما يمكن استخدامها أيضا في الفصل المغناطيسى، حيث يتم استخلاص الجزيئات ضعيفة المغنطة من مخلوط جزيئات أقل مغنطة أو عديمة المغنطة كما في صناعة الدهانات.
تستخدم الموصلات الفائقة أيضاً في صنع الدوائر الرقمية مثلاً بناء على تقنية الفيض الكمى المفرد السريع ومرشحات ترددات الراديو لمحطات الهواتف المحمولة والميكروويف.
تستخدم الموصلات الفائقة في صنع ملتقيات "Josephson junctions" ،التي تعتبر لبنات صنع "SQUIDs"، وهو أكثر مقاييس المغنطيسية حساسية على الإطلاق. وتستخدم أجهزة "SQUIDs" في المجهر الإلكترونى الماسح. كما يستخدم عدد من ملتقيات " Josephson junctions" المتصلة على التوالى لتعريف وحدة قياس الجهد الكهربى (الفولت). وحسب طريقة التشغيل يمكن استخدام ملتقى " Josephson junctions" ككاشف للفوتونات أو كخلاط لها. كما أن التغير الكبير في المقاومة الحادث عند الانتقال من الحالة العادية إلى حالة التوصيل الفائق يستخدم في صنع موازين الحرارة [الترمومترات] في كواشف الفوتونات التجميدية.
وهناك أسواق أخرى تنشأ تتغلب فيها الكفاءة النسبية وميزة الحجم والوزن التي تتمتع بها الأجهزة القائمة على التوصيل الفائق عالي الحرارة على اعتبارات التكلفة الإضافية.
ومن التطبيقات المستقبلية الواعدة أيضا نقل الطاقة الكهربية في الشبكات الذكية، والمحولات الكهربية، وأجهزة تخزين الطاقة، والمحركات الكهربية (في دفع المركبات كما في قطارات الخلخلة أو قطارات الاسترفاع المغنطيسى مثلا) وأجهزة الاسترفاع المغنطيسى، والمواد النانومجهرية مثل: أنابيب النانو، والمواد المركبة، والتبريد المغنطيسى فائق التوصيل. غير أن التوصيل الفائق حساس للحقول المغنطيسية المتحركة، وهكذا فإن التطبيقات التي تستخدم التيار المتردد (مثل المحولات) ستصبح أشد صعوبة في تطويرها عن تلك التي تعتمد التيار المستمر.
لكن العثور على موصل فائق في درجة حرارة الغرفة يتمتع بكفاءة التكاليف هو حلم راود علماء التوصيل الفائق طوال أجيال. فإذا أمكن التوصل إلى مواد كهذه في المستقبل، ستكون النتيجة ثورة في فهمنا واستخدامنا لكل ما هو كهربى تقريباً.

## أنواع الموصلات الفائقة
تقسم الموصلات الفائقة حسب درجة حرارتها الحرجة إلى:
1. المواد فائقة التوصيل منخفضة الحرارة (Low temperature superconductor) واختصارا (LTC) وتسمى أيضا المواد فائقة التوصيل التقليدية مثل الزئبق وتمتاز بانخفاض درجة حرارتها الحرجة.
2. المواد فائقة التوصيل عالية الحرارة (High temperature superconductor) واختصارا (HTC) وتمتاز بارتفاع درجة حرارتها الحرجة.

وتقسم المواد الفائقة التوصيل حسب مجالها الحرج إلى:
1. موصل فائق من النوع الأول (Type I): من خصائص هذا النوع أنه عندما تتجاوز قيمة المجال المسلط المجال الحرج فإن الموصل يتحول كليا إلى الحالة الاعتيادية وتصبح قيمة العزم المغناطيسي صفراً وبهذا يتمكن المجال الخارجي من اختراق الموصل بصورة كلية.
2. موصل فائق من النوع الثاني (Type II): يتميز بوجود قيمتان للمجال الحرج، القيمة الأولى وهي أقل قيمة لنرمز لها B¹، والقيمة الثانية وهي أعلى قيمة ونرمز لها B². فاذا تجاوزت قيمة المجال المسلط B¹ ولم تتجاوز B² سيكون الاختراق جزئي للموصل ولن يتحول الموصل إلى الحالة الاعتيادية بل سيصل إلى حالة جديدة تسمى الحالة المختلطة، أما إذا تجاوزت قيمة المجال المسلط القيمة B² فسيتحول الموصل إلى الحالة الاعتيادية لأن المجال سيخترقه بصورة كلية.